# Oreophryne choerophrynoides
Espèce
Oreophryne choerophrynoides est une espèce d'amphibiens de la famille des Microhylidae.

## Répartition
Cette espèce est endémique de Nouvelle-Guinée occidentale en Indonésie. Elle se rencontre entre 700 et 900 m d'altitude dans les monts Fakfak.

## Description
Les mâles mesurent de 16,2 à 17,8 mm.

## Publication originale
- Günther, 2015 : Two new Oreophryne species from the Fakfak Mountains, West Papua Province of Indonesia (Anura, Microhylidae). Vertebrate Zoology, vol. 65; no 3, p. 357–370.